# Rhôny
Ne doit pas être confondu avec Rhony.
Le Rhôny est un ruisseau français du département du Gard, affluent du Vistre.

## Géographie
Il prend sa source à Caveirac, au lieu-dit Font d'Arques, et traverse la plaine de la Vaunage du  nord-est au sud dominée par des collines dont certains sommets dépassent les 200 mètres. 
Pour le SANDRE, il démarre au lieu-dit les Jonquières sur la commune de Langlade.
Le Rhôny sort de la plaine de la Vaunage par la « cluse du Pascalet », longe Vergèze et Codognan — qu'il peut gravement inonder comme en octobre 1988 —, puis se jette dans le Vistre, au Cailar, à 24 m d'altitude, après un parcours de 21,2 km. 

## Communes traversées
Dans le seul département du Gard, le Rhôny traverse onze communes :
- dans le sens amont vers aval : Langlade (source), Clarensac, Saint-Dionisy, Calvisson, Nages-et-Solorgues, Boissières, Vergèze, Codognan, Aigues-Vives, Aimargues, Le Cailar (confluence).

## Affluents
Ses principaux affluents sont constitués, pour la rive droite, par le ruisseau d'Escattes descendant des hauteurs de Calvisson (plateau de la Liquière ; 215 m) dont les crues automnales soudaines après orages peuvent être très dangereuses, ou encore celui de Tourel ou Fontanes de Congénies alimentant les douves du château de Livières. 

## Aménagements
Ses crues peuvent être aussi soudaines que dangereuses après les orages d'automne.
Des crues très violentes ont eu lieu en 1988, 2005, 2014 et 2021 (cette dernière a même submergé une partie de l'autoroute A9 entre Nîmes et Montpellier).
Il y a deux stations de mesure, pour la vigilance des crues, une est basée sous le pont de l'A9 à Vergèze et l'autre au Cailar,.